# Batuhan Tur
Alaettin Batuhan Tur (* 18. Januar 1992 in Yenimahalle, Provinz Ankara) ist ein türkischer Fußballspieler.

## Karriere

### Verein
Tur wuchs in Ankara auf und begann mit dem Fußballspielen bei dem ranghöchsten Verein in der Stadt, Gençlerbirliği Ankara, im Alter von zehn Jahren. 
Anfang 2006 wechselte er innerhalb der Stadt zu Hacettepespor, wo er zwei Spielzeiten lang blieb. Danach wechselte er wieder zurück zu seinem ersten Verein Gençlerbirliği Ankara und blieb hier bis zu seiner Volljährigkeit. Da Tur sich keine Chancen in der Süper Lig ausrechnete, wechselte er erneut zu Hacettepespor in die vierte Liga, um Spielpraxis zu sammeln. In zwei Spielzeiten machte er 44 Spiele in der TFF 3. Lig. 
Anschließend wechselte er im Sommer 2013 auf Leihbasis zu TKİ Tavşanlı Linyitspor in die zweite türkische Liga. Sein Debüt gab er am ersten Spieltag der Saison 2013/14 gegen Balıkesirspor.